# Jean Lesage (ciclista)
|  | Aquest article tracta sobre un ciclista belga. Si cerqueu el polític canadenc, vegeu «Jean Lesage». |

Jean Lesage (Perk, Brabant, 28 de maig de 1926 - Steenokkerzeel, 21 d'octubre de 2004) va ser un ciclista belga que fou professional entre 1948 i 1952. En el seu palmarès destaquen tres victòries d'etapa a la Volta a Espanya, totes elles aconseguides en l'edició de 1948.

## Palmarès
- 1948
  - Vencedor de 3 etapes a la Volta a Espanya
  - Vencedor d'una etapa a la Berg-Housse-Berg

### Resultats a la Volta a Espanya
- 1948. 12è a la classificació general. Vencedor de 3 etapes